# Edmondo Plantageneto, I conte di Lancaster
Edmondo Plantageneto detto il Gobbo (in inglese Edmund Crouchback; Londra, 16 gennaio 1245 – Bayonne, 5 giugno 1296) fu il primo conte di Lancaster.
Era il figlio secondogenito maschio del re d'Inghilterra e duca d'Aquitania, Enrico III, e di Eleonora di Provenza.

## Biografia
Il papa Innocenzo IV, nell'intento di togliere la corona di Sicilia agli Hohenstaufen, la offrì nel 1254 a Enrico III per il figlio Edmondo, purché la conquistasse con uomini e mezzi propri. Il re, non riuscendo ad affrontare le spese della spedizione, fu minacciato di scomunica (1258) da papa Alessandro IV, successore di Innocenzo. Fu allora che i baroni inglesi, capeggiati da Simone di Montfort, offrirono il loro appoggio al re a condizione che egli firmasse le Disposizioni o statuti di Oxford. Ma le pretese sull'isola restarono velleitarie. Nel 1269 il cardinal Ottobono, legato papale, giunse in Inghilterra e chiese al principe Edoardo e a suo fratello Edmondo di partecipare all'ottava crociata al fianco di Luigi IX di Francia.
Per finanziare la crociata, Edoardo e Edmondo dovettero prendere in prestito una notevole somma di denaro da Luigi IX e dagli ebrei d'Inghilterra. Essi condussero una piccola forza in guerra: forse 230 cavalieri, molti dei quali erano amici e parenti. L'obiettivo originale della crociata era quello di spezzare l'assedio posto alla fortezza cristiana di Acri, ma Luigi era stato deviato a Tunisi, dove morì di malattia prima dell'arrivo dei fratelli Plantageneti. La maggior parte dei francesi tornò a casa, ma un piccolo numero di loro si unì a Edoardo e Edmondo, che decisero di partecipare alla nona crociata. Dopo una breve sosta a Cipro, essi arrivarono ad Acri con 13 navi. Ad Acri suo fratello Edoardo tentò abboccamenti con i Mongoli per creare un'alleanza contro il sultano mamelucco Baybars, ma senza esito positivo.
Nel 1271 Ugo III di Cipro arrivò con un contingente di cavalieri. Ciò imbaldanzì Edoardo e Edmondo, che fecero una scorreria contro la città di Qaqun (l'odierna Tulkarem, che si trova tra le città di Nablus e Netanya). Subito dopo stipularono una pace decennale con Baybars. Edmondo ed Edoardo lasciarono la Terra santa alla volta dell'Inghilterra nel 1272. In generale, la crociata di Edoardo ed Edmondo fu poco significativa e l'unico risultato ottenuto fu la suddetta tregua di dieci anni. Tuttavia, la partecipazione a questa spedizione accrebbe molto la loro fama. Quando, dopo il 1290, i rapporti tra la Francia e l'Inghilterra erano tesi e le scaramucce tra marinai anglo-guasconi e franco-normanni erano giunte a un notevole livello, il re di Francia, Filippo IV il Bello, nel 1294, convocò Edoardo I, suo vassallo, davanti al parlamento di Parigi; Edoardo inviò il fratello, Edmondo che raggiunse un accordo amichevole: durante l'inchiesta, per quaranta giorni, le più importanti fortezze della Guascogna sarebbero passate in mano francese. Ma allo scadere del termine previsto, non solo le fortezze non furono restituite, ma il ducato venne confiscato poiché Edoardo fu considerato contumace; quindi per difendere il ducato, Edoardo fu costretto a fare guerra alla Francia.
Edmondo morì a Bayonne, ducato d'Aquitania, il 5 giugno 1296 e fu sepolto a Londra, nell'abbazia di Westminster.

## Matrimonio e figli
Edmondo sposò l'8 aprile 1269 Aveline di Albemarle, figlia di William de Forz, Conte di Aumale e di Isabella di Reviers, Contessa di Aumale, che morì quattro anni dopo, all'età di quindici anni.
Dopo la morte di Aveline, a Parigi, il 3 febbraio 1276, Edmondo sposò Bianca d'Artois, figlia di Roberto I d'Artois.
Edmondo da Bianca ebbe quattro figli:
- Tommaso, (1278-1322), secondo conte di Lancaster
- Enrico (1281-1345), terzo conte di Lancaster
- Giovanni Plantageneto, Lord di Beaufort, (ca. 1282 - 1327)
- Maria Plantageneta (ca. 1284 - ca. 1289)

## Ascendenza
|                                    |                        |                         | Genitori                     |  |  | Nonni |  |  | Bisnonni                |  |  | Trisnonni          |  |
|                                    |                        |                         |                              |  |  |       |  |  | Enrico II d'Inghilterra |  |  | Goffredo V d'Angiò |  |
|                                    |                        |                         |                              |  |  |       |  |  | Enrico II d'Inghilterra |  |  | Goffredo V d'Angiò |  |
|                                    |                        | Matilde d'Inghilterra   |                              |  |  |       |  |  | Enrico II d'Inghilterra |  |  |                    |  |
| Giovanni d'Inghilterra             |                        |                         |                              |  |  |       |  |  | Enrico II d'Inghilterra |  |  |                    |  |
|                                    |                        | Eleonora d'Aquitania    | Guglielmo X di Aquitania     |  |  |       |  |  |                         |  |  |                    |  |
|                                    |                        | Eleonora d'Aquitania    | Guglielmo X di Aquitania     |  |  |       |  |  |                         |  |  |                    |  |
|                                    |                        | Eleonora d'Aquitania    | Aénor di Châtellerault       |  |  |       |  |  |                         |  |  |                    |  |
| Enrico III d'Inghilterra           |                        | Eleonora d'Aquitania    |                              |  |  |       |  |  |                         |  |  |                    |  |
|                                    |                        | Ademaro III d'Angoulême | Guglielmo VI d'Angoulême     |  |  |       |  |  |                         |  |  |                    |  |
|                                    |                        | Ademaro III d'Angoulême | Guglielmo VI d'Angoulême     |  |  |       |  |  |                         |  |  |                    |  |
|                                    |                        | Ademaro III d'Angoulême | Margherita de Turenne        |  |  |       |  |  |                         |  |  |                    |  |
| Isabella d'Angoulême               |                        | Ademaro III d'Angoulême |                              |  |  |       |  |  |                         |  |  |                    |  |
|                                    |                        | Alice di Courtenay      | Pietro I di Courtenay        |  |  |       |  |  |                         |  |  |                    |  |
|                                    |                        | Alice di Courtenay      | Pietro I di Courtenay        |  |  |       |  |  |                         |  |  |                    |  |
|                                    |                        | Alice di Courtenay      | Elisabetta di Courtenay      |  |  |       |  |  |                         |  |  |                    |  |
| Edmondo il Gobbo                   |                        | Alice di Courtenay      |                              |  |  |       |  |  |                         |  |  |                    |  |
|                                    | Alfonso II di Provenza | Alfonso II d'Aragona    |                              |  |  |       |  |  |                         |  |  |                    |  |
|                                    | Alfonso II di Provenza | Alfonso II d'Aragona    |                              |  |  |       |  |  |                         |  |  |                    |  |
|                                    | Alfonso II di Provenza | Sancha di Castiglia     |                              |  |  |       |  |  |                         |  |  |                    |  |
| Raimondo Berengario IV di Provenza | Alfonso II di Provenza |                         |                              |  |  |       |  |  |                         |  |  |                    |  |
|                                    |                        | Garsenda di Provenza    | Rainou, conte di Forcalquier |  |  |       |  |  |                         |  |  |                    |  |
|                                    |                        | Garsenda di Provenza    | Rainou, conte di Forcalquier |  |  |       |  |  |                         |  |  |                    |  |
|                                    |                        | Garsenda di Provenza    | Gersend di Forcalquier       |  |  |       |  |  |                         |  |  |                    |  |
| Eleonora di Provenza               |                        | Garsenda di Provenza    |                              |  |  |       |  |  |                         |  |  |                    |  |
|                                    |                        | Tommaso I di Savoia     | Umberto III di Savoia        |  |  |       |  |  |                         |  |  |                    |  |
|                                    |                        | Tommaso I di Savoia     | Umberto III di Savoia        |  |  |       |  |  |                         |  |  |                    |  |
|                                    |                        | Tommaso I di Savoia     | Beatrice di Mâcon            |  |  |       |  |  |                         |  |  |                    |  |
| Beatrice di Savoia                 |                        | Tommaso I di Savoia     |                              |  |  |       |  |  |                         |  |  |                    |  |
|                                    |                        | Margherita di Ginevra   | Guglielmo I di Ginevra       |  |  |       |  |  |                         |  |  |                    |  |
|                                    |                        | Margherita di Ginevra   | Guglielmo I di Ginevra       |  |  |       |  |  |                         |  |  |                    |  |
|                                    |                        | Margherita di Ginevra   | Beatrice di Faucigny         |  |  |       |  |  |                         |  |  |                    |  |
|                                    |                        | Margherita di Ginevra   |                              |  |  |       |  |  |                         |  |  |                    |  |

## Galleria d'immagini

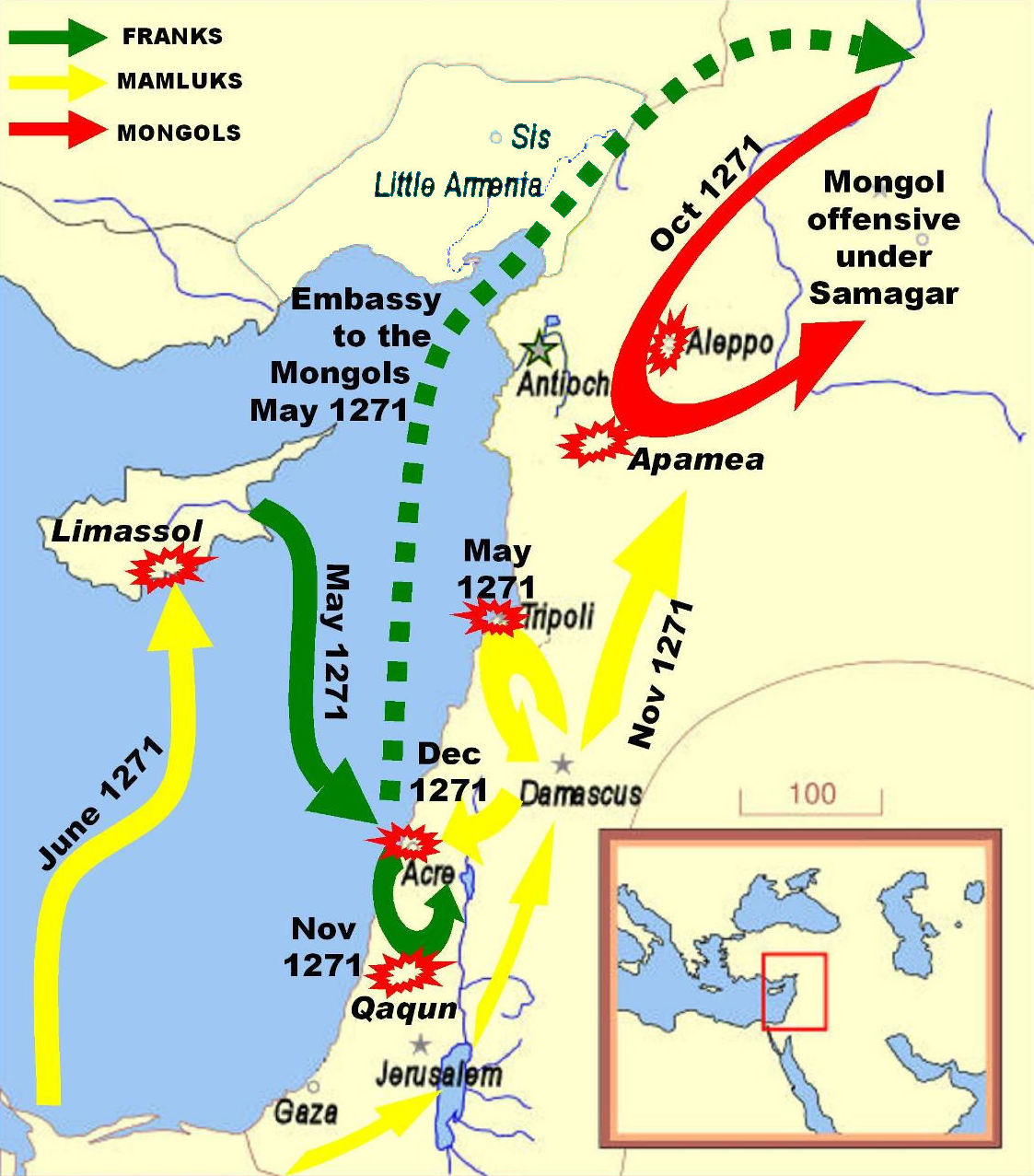
Operazioni di Edoardo ed Edmondo, durante la Nona crociata.
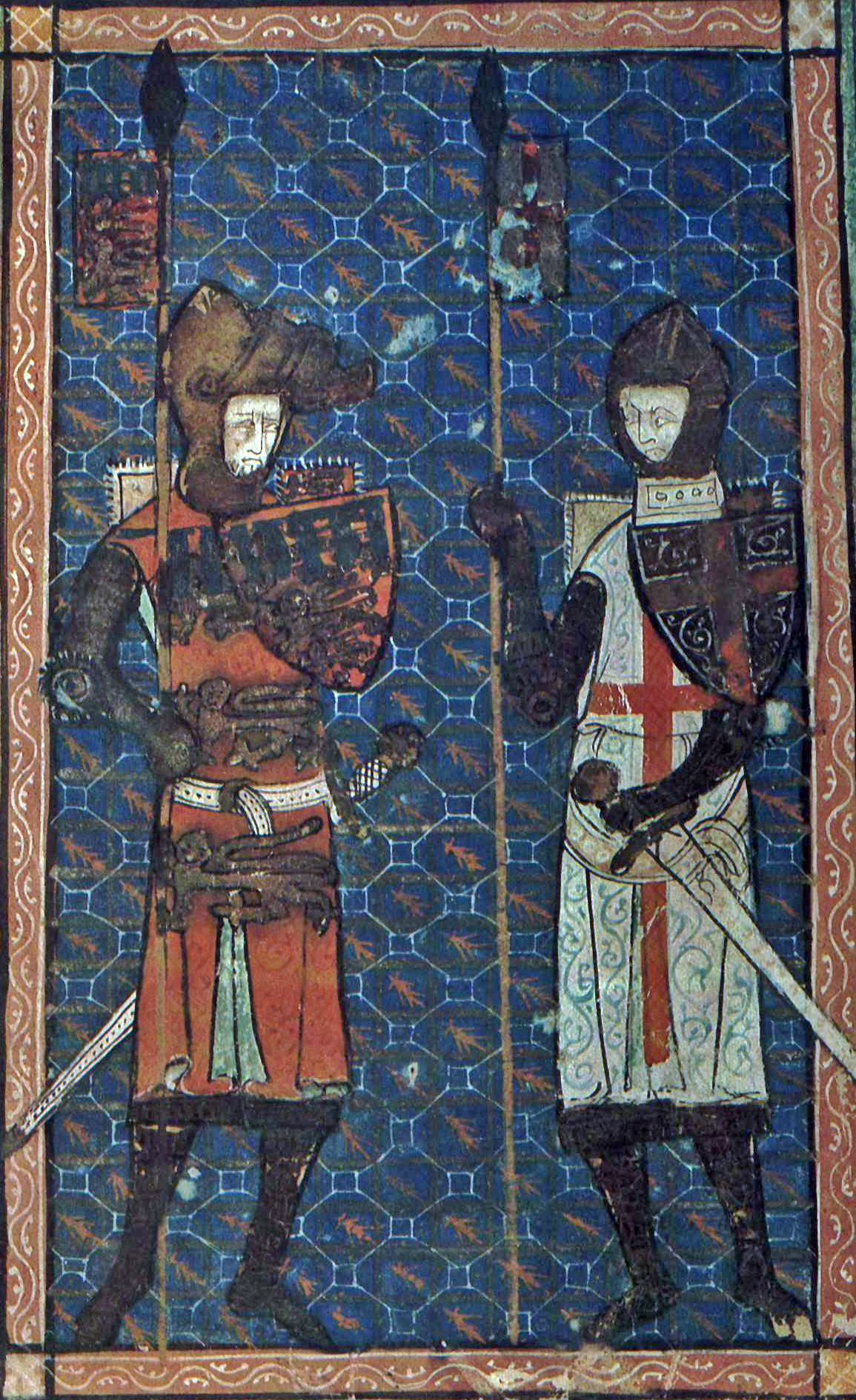
Edmondo Plantageneto